# Joseph Boakai
Joseph Nyumah Boakai, né le 30 novembre 1944 à Worsonga, est un homme d'État libérien. Il est vice-président de 2006 à 2018 et président de la république depuis 2024.
Membre du Parti de l'unité, vice-président durant les deux mandats présidentiels d'Ellen Johnson Sirleaf, il est battu à l'élection présidentielle de 2017 par George Weah, obtenant 38,5 % des voix au second tour.
Il remporte cependant le second tour de l'élection présidentielle de 2023 avec 50,6 % des suffrages face à George Weah. Il est alors le quatrième président démocratiquement élu de la république du Liberia.

## Biographie

### Enfance, formation et débuts
Joseph Boakai est né le 30 novembre 1944 à Worsonga, un village reculé du comté de Lofa, dans le nord-ouest du pays, près de la frontière avec la Guinée . Il est issu d'une famille modeste de paysans et ses deux parents étaient illettrés, ce qui ne l'a pas empêché d'effectuer une scolarité exemplaire. 
Il est « autochtone », et non natif de l'élite américano-libérienne descendante d'esclaves affranchis qui a longtemps dominé le pays.  
Il étudie dans une école en Sierra Leone, un pays voisin, avant de rejoindre la capitale du Libéria, Monrovia, où il fréquente le College of West Africa et l'université du Liberia. Il intègre ensuite l'université du Kansas, où il est diplômé de l'Agence américaine pour le développement international. 

### Parcours politique
Sa carrière politique débute dans les années 1980, lorsqu'il défend les intérêts des planteurs de palmiers à huile et de cacaoyers.
Il est ministre de l'Agriculture de 1983 à 1985, sous le régime de Samuel Doe. Il est ensuite directeur exécutif de l'entreprise de raffinerie du pétrole libérien (LPRC), puis consultant pour la Banque mondiale.
En 2005, à l'issue d’un long cycle de guerres civiles, Joseph Boakai est élu vice-président du pays, à la faveur d’un ticket présidentiel avec Ellen Johnson Sirleaf, la première femme élue au suffrage universel à la tête d'un État africain.
Lors de la crise liée à la pandémie Ebola en 2014-2015, il plaide et consulte les diverses chancelleries des ambassades étrangères présentes à Monrovia, et il effectue plusieurs voyages à New York pour demander de l'aide à l'ONU et faire connaître la détresse de son pays. Ses efforts sont payants : l'aide arrive, surtout sous la forme de médicaments, dont des antibiotiques[réf. nécessaire].
Boakai est membre du Parti de l'unité. Il est candidat à l'élection présidentielle de 2017, se qualifiant pour le second tour, qu'il perd face à George Weah avec 38,46 % des suffrages exprimés,.
Candidat à l'élection présidentielle de 2023, il est élu au second tour le 14 novembre en obtenant 50,64 % des voix et battant le sortant George Weah,. Le 22 janvier 2024, à 79 ans, Joseph Boakai prête serment.

### Ministère
Il est diacre de l’Église baptiste de l'Effort à Paynesville (en) .

### Vie privée
Il est marié et père de quatre enfants.